# Оренбурзький район
Оренбу́рзький район (рос. Оренбургский район) — муніципальний район Оренбурзької області Російської Федерації.
Адміністративний центр — місто Оренбург, яке не входить до складу району і утворює окремий Оренбурзький міський округ.

## Географія
Оренбурзький район розташований в центрі області.
Район межує на півночі — з Сакмарським районом, на сході — з Біляєвським і Сарактаським районами, на півдні — з Соль-Ілецьким міським округом, на заході — з Ілецьким і Переволоцьким районами Оренбурзької області.

## Історія
Оренбурзький район є одним з найстаріших районів області. Спочатку утворений 20 березня 1920 року. У зв'язку з перетвореннями був ліквідований і остаточно, в третій раз, утворений 1 вересня 1938 року. У період з 29 січня 1938 року до 1957 року район називався Чкаловським, адже місто Оренбург мало назву Чкалов.

## Населення
Населення — 101175 осіб (2019; 74404 в 2010, 65130 у 2002).

## Адміністративний поділ
Район адміністративно поділяється на 31 сільське поселення:
| Поселення                            | Площа, км² | Населення, осіб (2002) | Населення, осіб (2010) | Населення, осіб (2019) | Центр               | Населені пункти |
| ------------------------------------ | ---------- | ---------------------- | ---------------------- | ---------------------- | ------------------- | --------------- |
| Архангеловська сільська рада         | 130,30     | 729                    | 704                    | 707                    | Архангеловка        | 2               |
| Благословенська сільська рада        | 83,04      | 1062                   | 1284                   | 1478                   | Благословенка       | 1               |
| Бродецька сільська рада              | 134,76     | 999                    | 1120                   | 1098                   | Бродецьке           | 2               |
| Весення сільська рада                | 14,79      | 804                    | 1797                   | 4106                   | Весенній            | 1               |
| Горна сільська рада                  | 107,68     | 2431                   | 2385                   | 2456                   | Горний              | 2               |
| Дедуровська сільська рада            | 188,33     | 1571                   | 1632                   | 1569                   | Дедуровка           | 1               |
| Експериментальна сільська рада       | 222,94     | 2468                   | 2662                   | 3173                   | Експериментальний   | 4               |
| Зауральна сільська рада              | 59,15      | 1097                   | 1115                   | 1203                   | Зауральний          | 2               |
| Зубаревська сільська рада            | 78,03      | 643                    | 614                    | 673                    | Зубаревка           | 2               |
| Івановська сільська рада             | 169,87     | 1920                   | 2216                   | 7868                   | Івановка            | 1               |
| Каменноозерна сільська рада          | 124,47     | 1596                   | 1585                   | 1774                   | Каменноозерне       | 2               |
| Караванна сільська рада              | 343,83     | 3032                   | 3008                   | 3131                   | Караванний          | 4               |
| Ленінська сільська рада              | 85,52      | 1142                   | 1401                   | 3734                   | Леніна              | 1               |
| Нижньопавловська сільська рада       | 299,54     | 3712                   | 3864                   | 4234                   | Нижня Павловка      | 1               |
| Ніжинська сільська рада              | 163,70     | 5428                   | 6305                   | 10143                  | Ніжинка             | 2               |
| Нікольська сільська рада             | 271,21     | 1293                   | 1143                   | 1222                   | Нікольське          | 1               |
| Первомайська селищна рада            | 793,06     | 7141                   | 7569                   | 7127                   | Первомайський       | 1               |
| Підгородньо-Покровська сільська рада | 145,22     | 3977                   | 6033                   | 9263                   | Підгородня Покровка | 2               |
| Пречистинська сільська рада          | 28,85      | 566                    | 611                    | 639                    | Пречистинка         | 1               |
| Пригородна сільська рада             | 87,33      | 3407                   | 4412                   | 7641                   | Пригородний         | 3               |
| Приуральська сільська рада           | 282,48     | 2218                   | 2102                   | 2121                   | Приуральський       | 5               |
| Пугачовська сільська рада            | 269,41     | 1499                   | 1393                   | 1411                   | Пугачовський        | 3               |
| Сергієвська сільська рада            | 78,84      | 1474                   | 1904                   | 2090                   | Сергієвка           | 6               |
| Соловйовська сільська рада           | 15,39      | 643                    | 722                    | 773                    | Соловйовка          | 1               |
| Степановська сільська рада           | 31,84      | 1709                   | 1796                   | 2355                   | Степановський       | 3               |
| Струковська сільська рада            | 93,19      | 938                    | 835                    | 779                    | Струково            | 2               |
| Чебеньківська сільська рада          | 258,50     | 4374                   | 4685                   | 4726                   | Чебеньки            | 4               |
| Червоноуральська сільська рада       | 152,50     | 3032                   | 4118                   | 6373                   | імені 9 Января      | 2               |
| Чкаловська сільська рада             | 163,51     | 1651                   | 1873                   | 2217                   | Чкалов              | 2               |
| Чорноріченська сільська рада         | 135,08     | 1317                   | 1443                   | 1660                   | Чорноріч'є          | 1               |
| Южноуральська сільська рада          | 9,72       | 1257                   | 2073                   | 3431                   | Южний Урал          | 3               |

## Найбільші населені пункти
Нижче подано перелік населених пунктів з чисельність населення понад 1000 осіб:
| №  | Населений пункт     | Населення, осіб (2002) | Населення, осіб (2010) |
| -- | ------------------- | ---------------------- | ---------------------- |
| 1  | Первомайський       | 7141                   | 7569                   |
| 2  | Ніжинка             | 5128                   | 5906                   |
| 3  | Підгородня Покровка | 3140                   | 4394                   |
| 4  | Пригородний         | 3240                   | 4223                   |
| 5  | Чебеньки            | 3515                   | 3896                   |
| 6  | Нижня Павловка      | 3712                   | 3864                   |
| 7  | імені 9 Января      | 2389                   | 3382                   |
| 8  | Караванний          | 2447                   | 2432                   |
| 9  | Івановка            | 1920                   | 2216                   |
| 10 | Южний Урал          | 2165                   | 2032                   |
| 11 | Експериментальний   | 1788                   | 1928                   |
| 12 | Чкалов              | 1609                   | 1832                   |
| 13 | Весенній            | 804                    | 1797                   |
| 14 | Степановський       | 1643                   | 1735                   |
| 15 | Павловка            | 837                    | 1639                   |
| 16 | Дедуровка           | 1571                   | 1632                   |
| 17 | Чорноріч'є          | 1317                   | 1443                   |
| 18 | Леніна              | 1142                   | 1401                   |
| 19 | Юний                | 1315                   | 1291                   |
| 20 | Благословенка       | 1062                   | 1284                   |
| 21 | Сергієвка           | 1074                   | 1252                   |
| 22 | Нікольське          | 1293                   | 1143                   |
| 23 | Бродецьке           | 987                    | 1111                   |
| 24 | Горний              | 1116                   | 1094                   |
| 25 | Зауральний          | 1063                   | 1087                   |
| 26 | Каменноозерне       | 1042                   | 1043                   |

## Господарство
Район має багаті природні ресурси та корисні копалини. Мінеральні ресурси представлені, перш за все, газоконденсатними і нафтовими родовищами.
Провідною галуззю економіки є сільське господарство. Спеціалізація в сільському господарстві — виробництво зернових і м'ясо-молочної продукції. Головними культурами обробітку є яра пшениця та ярий ячмінь, чималу питому вагу займають і озимі зернові.